# Лессебу (комуна)
Комуна Лессебу (швед. Lessebo kommun) — адміністративно-територіальна одиниця місцевого самоврядування, що розташована в лені Крунуберг у центральній Швеції.
Лессебу 194-а за величиною території комуна Швеції. Адміністративний центр комуни — місто Лессебу.

## Населення
Населення становить 8 045 чоловік (станом на вересень 2012 року). 
| Кількість населення комуни Лессебу за 1970-2010 роки | Кількість населення комуни Лессебу за 1970-2010 роки | Кількість населення комуни Лессебу за 1970-2010 роки | Кількість населення комуни Лессебу за 1970-2010 роки | Кількість населення комуни Лессебу за 1970-2010 роки |
| ---------------------------------------------------- | ---------------------------------------------------- | ---------------------------------------------------- | ---------------------------------------------------- | ---------------------------------------------------- |
| Рік                                                  |                                                      |                                                      | Населення                                            |                                                      |
| 1970                                                 | 1970                                                 |                                                      | 8 449                                                | 8 449                                                |
| 1975                                                 | 1975                                                 |                                                      | 8 908                                                | 8 908                                                |
| 1980                                                 | 1980                                                 |                                                      | 9 006                                                | 9 006                                                |
| 1985                                                 | 1985                                                 |                                                      | 8 840                                                | 8 840                                                |
| 1990                                                 | 1990                                                 |                                                      | 8 933                                                | 8 933                                                |
| 1995                                                 | 1995                                                 |                                                      | 8 959                                                | 8 959                                                |
| 2000                                                 | 2000                                                 |                                                      | 8 365                                                | 8 365                                                |
| 2005                                                 | 2005                                                 |                                                      | 8 127                                                | 8 127                                                |
| 2010                                                 | 2010                                                 |                                                      | 8 139                                                | 8 139                                                |
| Джерело: SCB                                         |                                                      |                                                      |                                                      |                                                      |

## Населені пункти
Комуні підпорядковано 4 міські поселення (tätort):
- Лессебу (Lessebo)
- Гувманторп (Hovmantorp)
- Куста (Kosta)
- Скрув (Skruv)

## Галерея

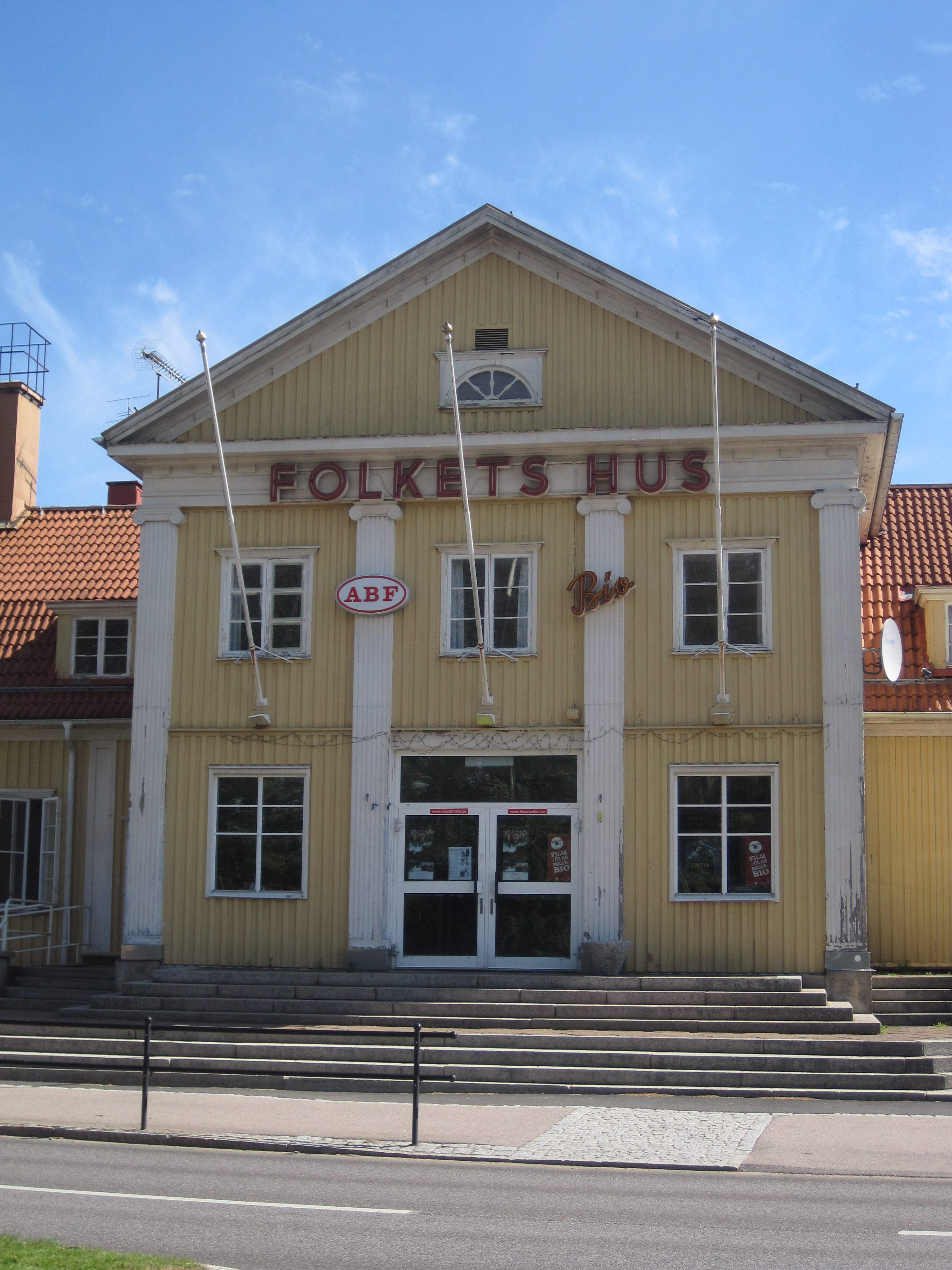
Народний дім (Лессебу)
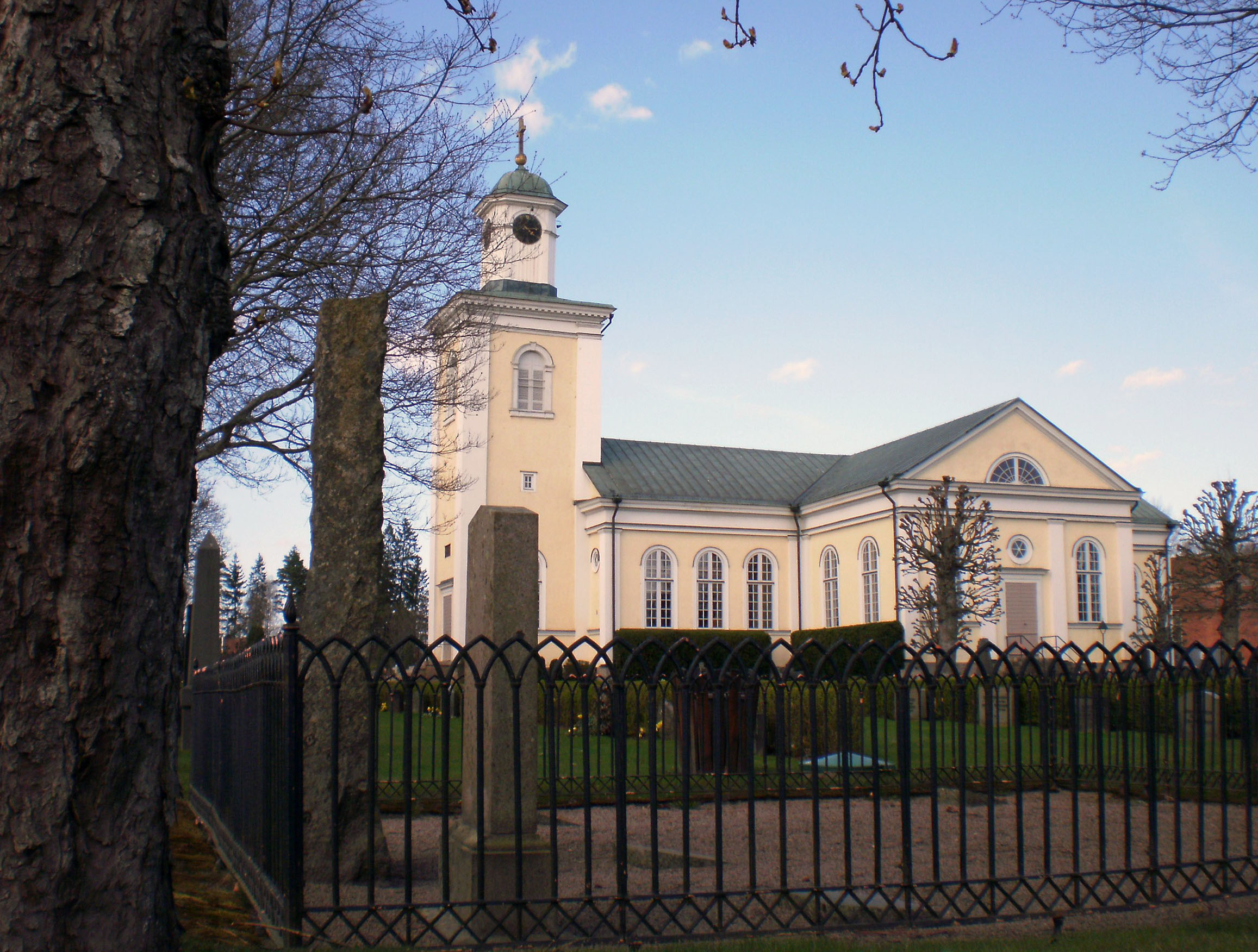
Церква (Гувманторп)
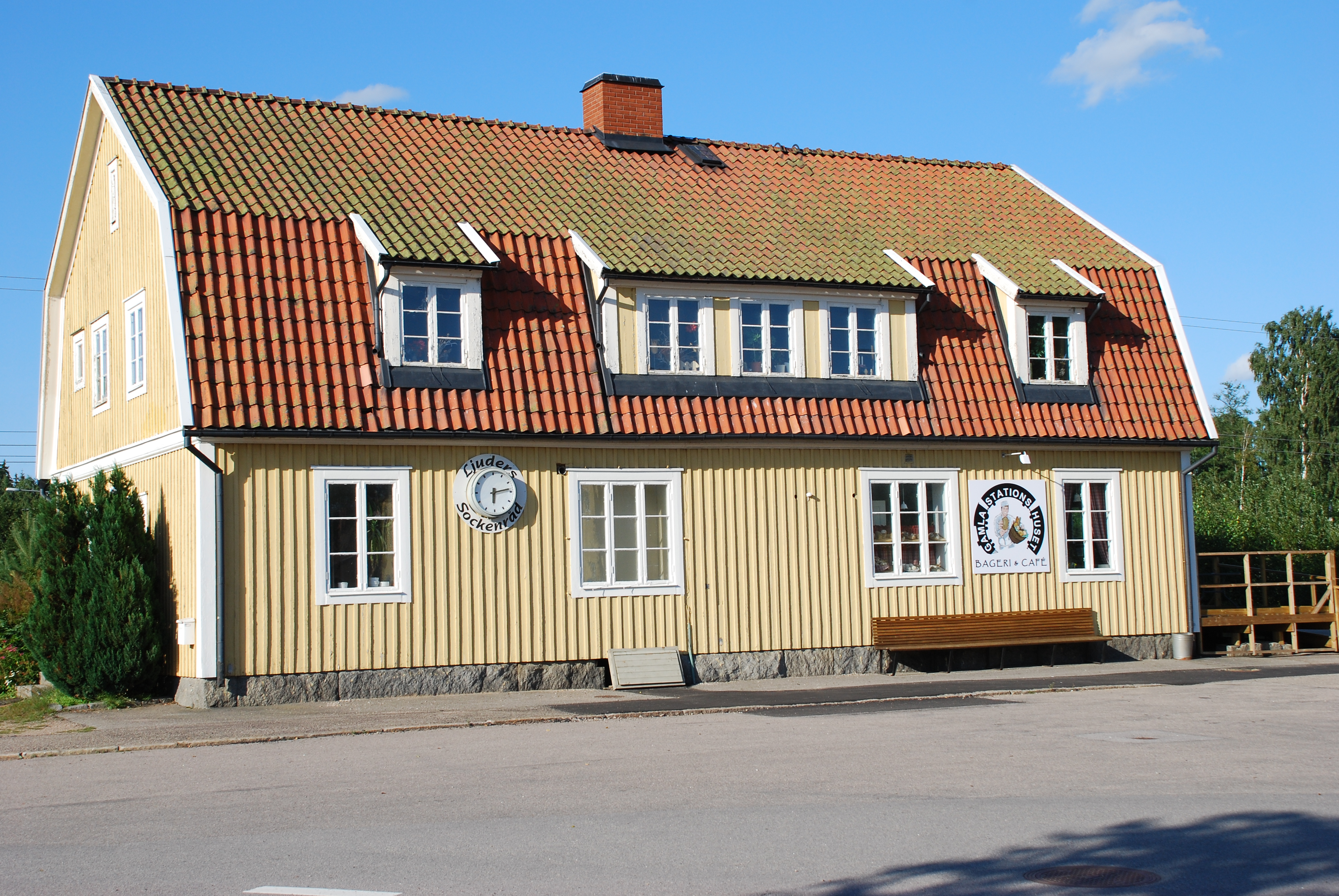
Стара залізнична станція Скрув

## Виноски
1. ↑  Andersson P. Sveriges kommunindelning 1863-1993 — Mjölby: Draking, 1993. — 132 с. — ISBN 978-91-87784-05-7
2. ↑  Folkmangd i riket, lan och kommuner (шв.) . Центральне бюро статистики Швеції. Архів оригіналу за 20 серпня 2013. Процитовано 11 лютого 2013.